# Monaco
Denne side handler om mikrostaten. For andre betydninger af Monaco, se Monaco (flertydig).
Monaco, officielt Fyrstendømmet Monaco (fransk: Principauté de Monaco), er en suveræn bystat, land og mikrostat på Rivieraen i Vesteuropa. Frankrig grænser op til landet på tre sider, mens den sidste del grænser op til Middelhavet. Monaco er omkring 15 km fra statsgrænsen til Italien.
Monaco har et areal på 2,02 km2, hvilket gør det til verdens næstmindste land efter Vatikanet. I 2024 havde landet på 38.631 indbyggere, hvilket giver en befolkningstæthed på 25.927 indbyggere per km2, der gør det til verdens mest tætbefolkede land. Monaco har en grænse på 5,47 km, verdens korteste kystlinjer på omkring 3,83 km (hvis man ser bort fra kystlinjeparadokset) og en bredde der varierer fra 1700 til 349 m. Det højeste punkt i landet er en smal sti kaldet Chemin des Révoires på skråningerne til Mont Agel, i Les Révoires Ward, der ligger omkring 161 moh. Monacos mest befolkningsrige Quartier er Monte Carlo og den mest befolkningsrige Ward er Larvotto/Bas Moulins. Ved hjælp af landvinding har Monacos landmasse blevet udvidet med 20 procent. I 2005 havde landet et areal på kun 1,974 km2 Monaco er kendt for at være det dyreste og rigeste sted på jorden som følge af landets skatteregler. I 2014 bestod 30% af befolkningen af millionærer (i amerikanske dollar).
Monaco er et fyrstendømme og har et konstitutionelt monarki med Fyrst Albert 2. som statsoverhovede. Selvom Albert 2. er konstitutionel monark har han en enorm politisk magt. Huset Grimaldi har hersket i Monaco siden 1297, med få afbrydelser. Det officielle sprog i landet er fransk, men monegaskisk, italiensk og engelsk er også meget udbredt. Statens suverænitet blev officielt anerkendt i den Fransk-monegaskiske traktat i 1861 og Monaco blev fuldgyldigt medlem med stemmeret af de Forenede Nationer i 1993. På trods af Monacos uafhængighed og separate udenrigspolitik er landets forsvar styret af Frankrig. Monaco har dog to små militærenheder.
Den økonomiske udvikling i landet blev igangsat i slutningen af 1800-tallet med åbningen af landets første casino, Monte Carlo, og jernbaneforbindelse til Paris. Siden da har Monacos milde klima, landskab og spillefaciliteter bidraget til fyrstedømmets status som turistdestination og et sted for rekreation for de rige. I nyere tid er Monaco blevet et stort bankcenter, og har forsøgt at variere landets økonomi til servicesektoren og mindre ikke-forurenende industrier. Staten har ingen indkomstskat, lav selskabsskat og er kendt for at være et skattely. Hvert år afholdes racerløbet Monaco Grand Prix i Monacos gader, der var et af de oprindelige Grands Prix i Formel 1 og det er også fødestedet for racerkøreren Charles Leclerc, der kører for Scuderia Ferrari. Fyrstedømmet har et fodboldhold, AS Monaco, der er blevet franske mestre adskillige gange.
Monaco er formelt ikke en del af Den Europæiske Union, men deltager i visse EU-politikker, inklusive told og grænsekontrol. Via forholdet med Frankrig bruger Monaco euroen som den eneste valuta (tidligere var det monacofranc). Monaco blev en del af Europarådet i 2004. Landet er medlem af Organisation internationale de la Francophonie (OIF).

## Etymologi
Navnet Monaco er af græsk oprindelse. Monaco var i Antikken handelsplads for grækerne, der her opførte et Herakles-tempel, der fik tilnavnet Monoikos fra de to græske ord: monos (enkeltstående, alene) og oikos (hus), i betydningen enkeltstående hus. Da stedet senere blev en romersk havn, fik det navnet Herculis Monoeci Portus, hvoraf kortformen Monaco opstod.
En indbygger i Monaco kaldes en monegasker.

## Historie
Ifølge en myte passerede Herkules igennem Monacoområdet og afvist de tidligere guder. Herefter blev der bygget et tempel, der var viet til Herkules.
Det tysk-romerske Rige endte med at kontrollere området, og gav det til Genova. En fortrængt gren af Genova-familien, Huset Grimaldi, kæmpede i flere hundrede år om at få kontrol over området, hvilket først skete i 1419. Selvom Republikken Genova kom til at eksistere ind i 1800-tallet fik Grimaldi-familien lov til at beholde Monaco, og både Frankrig og Spanien lod ligeledes fyrstedømmet være i flere hundrede år. frankrig annekterede ikke landet før den franske revolution, men efter Napoleons nederlag blev det lagt under Kongeriget Sardinien. I 1800-tallet blev Sardinien en del af Italien, og Monaco kom atter under fransk indflydelse, men Frankrig lod det fortsætte med at være uafhængigt. Ligesom Frankrig blev Monaco invaderet af aksemagterne under anden verdenskrig, og var i en kort overgang under italiensk administration og herefter Nazityskland, før landet endelig blev befriet. Selvom besættelsen kun varede kort tid, så betød den at den jødiske befolkning blev deporteret og adskillige medlemmer af den franske modstandsbevægelse blev henrettet. Siden har landet taget nogle skridt i retning af at blive integreret med Den Europæiske Union.

### Grimaldi-familiens ankomst
Efter tilladelse fra kejser Henrik 6. i 1191 blev Monaco etableret i 1215 som en genovesisk koloni. Monaco blev først hersket af Huset Grimaldi i 1297, hvor Francesco Grimaldi, kendt som "Il Malizia" (oversat fra italiensk til enten "Den Ondsindede" eller "Den Snu"), og hans mænd erobrede fæstningen, der beskyttede Monacos klippe forklædt som franciskanermunk. Francesco blev dog fordrevet kun fire år senere af genovesiske tropper, og kampen om "klippen" forsatte i endnu et århundrede. Grimaldi-familien var fra Genova, og kampen om Monaco var i høj grad en familiefejde. Genoveserne blev dog optaget af andre konflikter, og i slutningen af 1300-tallet mistede de Monaco i en konflikt med Aragoniens krone over Korsika. Aragonien endte med at blive en del af Spanien.

### 1400–1800
I 1419 købte Grimaldi-familien Monaco fra Aragoniens Krone, og blev dermed de officielle og ubestridte herskere af Monacos Klippe kaldet Herrer (Seigneurs) af Monaco. I 1612 begyndte Honoré 2. at omtale sig selv som Fyrste (Prince) af Monaco. I 1630'erne søgte han fransk beskyttelse mod Spanien, og i 1642 blev han modtaget i Ludvig 13.s hof som "Duc et Pair Etranger". Fyrsterne af Monaco blev vasaler for den franske konge, mens de samtidig opretholdt deres suverænitet som fyrster. Selvom de efterfølgende fyrster og deres familier tilbragte det meste af deres liv i Paris, og giftede sig med adelige fra både Frankrig og Italien, så er Huset Grimaldi italiensk. Fyrstedømmet fortsatte med at eksistere som et protektorat for Frankrig, indtil den franske revolution.
I 1793 erobrede revolutionære tropper Monaco, og det blev under direkte fransk kontrol indtil 1814, hvor Grimaldi-familien vendte tilbage til tronen.

### 1800-tallet
Mellem 1793 og 1814 var Monaco besat af Frankrig, hvor en stor del af resten af Europa også var blevet besat af landet under Napoleon.
Fyrstedømmet blev genetableret i 1814, blot for at bliver underlagt som protektorat under Kongeriget Sardinien ved Wienerkongressen i 1815. Monaco havde fortsat denne position frem til 1860 med Torinotraktaten, hvor Sardiniens tropper blev tvunget til at trække sig ud af fyrstedømmet, og de omkringliggende område Nice samt Savoyen blev afstået til Frankrig. Monaco blev atter et fransk protektorat. Inden da var der uroligheder i Menton og Roquebrune, hvor befolkningen var blevet trætte af de hæftige skatter, som Grimaldi-familien udskrev. De deklarerede deres uafhængighed i håb om at blive annekteret af Sardinien. Frankrig protesterede, og urolighederne fortsatte indtil Charles 3. af Monaco opgav sit krav på de to byer (som udgjorde omkring 95% af fyrstedømmet på dette tidspunkt), som var blevet hersket af Grimaldifamilien i over 500 år. De blev begge overdraget til Frankrig mod 4.100.000 franc. Overførslen og Monacos uafhængighed blev anerkendt med den Fransk-monegaskiske traktat i 1861. I 1869 stoppede fyrstedømmet med at indkræve indkomstskat fra sine indbyggere, da Grimaldi-familien kunne dække denne indkomst med indtægter fra det ekstremt succesrige casino, der var åbnet i 1863. Dette gjorde ikke bare Monaco til en attraktiv destination for rige turister, men også et foretrukkent sted at bosætte sig for mange.

### 1900-tallet
Indtil den monegaskiske revolution i 1910, der gennemtvang 1911-forfatningen var Monacos fyrster enevældige herskere af landet. Den nye forfatning reducerede dog kun Grimaldi-familien og Albert 1. af Monacos aristokratiske styre ganske lidt, og den blev snart efter suspenderet under første verdenskrig.
I juli 1918 blev den Fransk-monegaskiske traktat underskrevet, hvilket gav Monaco begrænset beskyttelse fra Frankrig. Traktaten blev yderligere godkendt med Versailles-freden i 1919, og den etablerede at monegaskisk udenrigspolitik skulle være afstemt med Frankrigs politiske, militære og økonomiske interesser, og den løste Monacos arvefølgekrise i 1918.
I 1943 invaderede Italiens hær Monaco og besatte landet, og der blev etableret en fascistisk administration. Kort efter at Mussolini mistede magten, beseatte den tyske Wehrmacht landet og nazisternes deportering af den jødiske befolkning begyndte. Den prominente fransk-jødiske René Blum, der havde grundlagt Ballet de l'Opera i Monte Carlo, blev arresteret i Paris, og blev sendt til Drancy uden for den franske hovedstad inden han blev sendt videre til Auschwitz koncentrationslejr, hvor han blev dræbt. Blums kollega Raoul Gunsbourg, direktøren for Opéra de Monte-Carlo, hjalp den franske modstandsbevægelse, og formåede at undgå at blive arresteret og flygtede til Schweiz. I august 1944 henrettede tyskerne René Borghini, Joseph-Henri Lajoux og Esther Poggio, der var ledere i modstandsbevægelsen.
Rainier 3., der regerede frem til 2005, overtog tronen efter sin morfar prins Louis 2. i 1949. den 19. april 1956 giftede prins Rainier sig med den amerikanske skuespiller Grace Kelly; ved en begivenhed der blev tv-transmiteret og dækket af medier fra hele verden, hvilket gjorde fyrstedømmet berømt.
I 1962 opdaterede man forfatningen ved at give kvinder valgret og afskaffe dødsstraf, og man etablerede Monacos Højesteret for at garantere fundamentale frihedsrettigheder. 
I 1963 oplevede landet en krise, da den franske præsident Charles de Gaulle blokerede Monaco, idet han var vred over landets status som skattely for rige franskmænd. Filmen Grace of Monaco fra 2014 er løst baseret på denne krise.
I 1993 blev Fyrstedømmet Monaco medlem af Forenede Nationer med fuld stemmeret.

## Uddannelse
Monaco har ti skoler, som drives af staten, inklusive syv børnehaveklasseskoler og grundskoler; en videregående skole Collège Charles III; én lycée der tilbyder generel og teknologisk uddannelse, Lycée Albert 1er; og én lycée med uddannelse inden for hotelbrancehn: Lycée technique et hôtelier de Monte-Carlo. Der findes også to donation-drevne privatskoler; Institution François d'Assise Nicolas Barré og Ecole des Sœurs Dominicaines. desuden findes en international skole; International School of Monaco, der blev grundlagt i 1994.
Landets eneste universitet er International University of Monaco (IUM), der er en engelsk-sproget uddannelsesinstitution, som er en handelsskole, der drives af Institut des hautes études économiques et commerciales (INSEEC).

## Økonomi
Monaco har verdens næsthøjeste nominel BNP per indbygger på US$153.177, BNP PPP per indbygger på $132.571 og BNI per indbygger på $183.150. Det er også en arbejdsløshed på 2%, med over 48.000 personer, der pendler fra Frankrig og Italien hver dag. Ifølge CIA World Factbook har Monaco verdens laveste fattigdomsprocent og det højeste antal millionære og milliardærer per indbygger i verden. I 2012 havde Monaco verden dyreste ejendomspriser for fjerde år i træk, med en pris på $58.300 per m2.
En af landets primære indtægtskilder er turisme. Hvert år rejser mange til landet pga. dets casino og behagelige klima. Det er også blevet et stort bankcenter, og har over €100 mia. i fonde. Bankerne i Monaco er specialiseret i privatkunder, aktiver og styring af større rigdomme. Fyrstedømmet har succesfuldt formået at diversificere sin økonomiske base til også at dække servicesektoren og mindre industrier, der ikke forurener som kosmetik og biotermi.
Staten har monopol i mange sektorer, inklusive tobak og post. Telefonnetværket, Monaco Telecom, var tidligere helt statsejet, men i dag ejer staten kun 45%, og de sidste 55% er ejet af Cable & Wireless Communications (49%) og Compagnie Monégasque de Banque (6%). Det er dog stadig et monopol. Levestandarden i landet er høj, og kan sammenlignes med den i velstående franske byområder.
Monaco er ikke medlem af Den Europæiske Union. Landet er dog meget tæt forbundet via sin toldunion med Frankrig, og landet benytter derfor samme valuta som Frankrig, hvilket vil sige euro. Før 2002 slog Monaco sine egne mønter, monacofranc. Monaco har fået ret til at slå euromønter med deres eget monegaskiske design på mønternes nationale side.

## Demografi
Monacos befolkning efter etnicitet
     Franskmænd (28.4%)     Monegaskere (21.6%)     Italienere (18.7%)     Briter (7.5%)     Belgier (2.8%)     Tyskere (2.5%)     Schweizere (2.5%)     Amerikanere (1.2%)     Andre (14.8%)
Monacos indbyggertal var 38.400 i 2015. Monacos befolkning er usædvanlig idet landets egen monegaskisk befolkning er en minoritet: den største gruppe er franskmænd med 28,4%, og herefter monegasker (21,6%), italienere (18,7%), briter (7,5%), belgiere (2,8%), tyskere (2,5%), schweizere (2,5%) og amerikanere (1,2%).
Borgere i Monaco, der enten er født i landet eller har fået indfødsret, kaldes monegaskere. Monaco har ifølge The World Factbook verdens højeste  verdens højeste forventede levetid på næsten 90 år.

### Sprog
Det officielle sprog i Monaco er fransk, mens italiensk tales af en anseelig andel af fyrstedømmet store gruppe af italienske indbyggere. Således supplerer både fransk og italiensk monegaskisk, der er monegaskernes indfødte sprog, der ikke er landets officielle sprog. Engelsk tales også af mange indbyggere, og i særdeleshed af amerikanere, briter, canadiere og irere.
Fyrsterne af Monaco fra Grimaldifamlien har liguriske oprindelse, og det traditionelle sprog i landet er derfor monegaskisk, som er en afart af ligurisk, der nu kun tales af en mindre del af befolkningen, og som et andetsprog for mange indfødte. I Monaco-Ville står gadenavnene både på fransk og monegaskisk.

### Religion
| Religion i Monaco (2018) | Religion | % af befolkningen | % af befolkningen |
| Kristendom               | 82.6     | 826               |                   |
| Romersk katolsk          | 77.0     | 770               |                   |
| Protestantisk            | 2.6      | 26                |                   |
| Ortodoks kristendom      | 1.9      | 19                |                   |
| Anglikansk               | 0.6      | 6                 |                   |
| Anden kristen tro        | 0.5      | 5                 |                   |
| Andre religioner         | 3.5      | 35                |                   |
| Jødisk                   | 2.5      | 25                |                   |
| Muslimsk                 | 0.9      | 9                 |                   |
| Andre trosretning        | 0.1      | 1                 |                   |
| Ikke religiøse           | 13.9     | 139               |                   |

## Kultur

### Musik
Monaco har et operahus, et symfoniorkester og en klassisk ballet.
Landet har deltaget i Eurovision Song Contest i 1959–1979 og 2004–2006. Den eneste gang landet har vundet var i 1971 med Séverines sang "Un banc, un arbre, une rue".

### Kunst
Monaco har et nationalmuseum for moderne kunst i form af New National Museum of Monaco. Landet har også adskillige eksempler på offentlig kunst i form af statuer og mindesten mv.

### Museer
- Monaco Top Cars Collection
- Napoleon Museum
- Oceanographic Museum

### Begivenheder
Monaco er vært for en række årlige begivenheder som:
- International Circus Festival of Monte-Carlo
- Mondial du Théâtre
- Monte-Carlo Television Festival

### Sport
Hvert år siden 1929 køres Formel 1-løbet Monacos Grand Prix i Monaco. Løbet afvikles på Circuit de Monaco, der etableres på de almindelige veje, som bliver brugt til dagligt af folk i Monaco. Det tager seks uger at etablere banen og yderligere tre uger at tage den ned. Løbet betragtes som et af de mest prestigefyldte raceløb i verden.

## Transport
Gare de Monaco-Monte-Carlo er Monacos eneste jernbanestation og har forbindelser til Frankrig og Italien. Den betjenes af det franske SNCF. Héliport de Monaco har helikopterforbindelse til den nærmeste lufthavn, Côte d'Azur Airport i Nice, Frankrig
Monacos busselskab (CAM) driver buslinjer til alle landets turistattraktioner, museer, Jardin Exotique de Monaco, erhvervscentre, casinoet og stadium.

## Galleri
- Kort over Monaco
- Panoramabillede over Monaco
- Monacos nye underjordiske banegård, juni 2009
- Panoramabillede over Monacos havn, 1. april 2015